# Árpád Prandler
Árpád Prandler (Kaposvár, 23 februari 1930 – 5 februari 2014) was een Hongaars hoogleraar internationaal recht, diplomaat en rechter. Hij vertegenwoordigde zijn land een groot aantal jaren tijdens de Algemene Vergaderingen van de Verenigde Naties en tijdens internationale conferenties. Van 2006 tot 2012 was hij rechter van het Joegoslavië-tribunaal.

## Levensloop
Prandler studeerde rechten aan de Loránd Eötvös-universiteit in Boedapest en sloot zijn studie in 1952 af als Bachelor of Laws en Doctor Juris. Vanaf dat jaar werkte hij als hoogleraar internationaal recht aan de universiteit, terwijl hij daarnaast aan dezelfde universiteit doorstudeerde in geschiedenis. Hierin behaalde hij in 1957 zijn tweede bachelorgraad.
Sinds 1962 werkte hij voor het Ministerie van Buitenlandse Zaken, waaronder van 1963 tot 1970, van 1975 tot 1982 en van 1994 tot 2004 als Hongaars vertegenwoordiger tijdens de Algemene Vergaderingen van de Verenigde Naties. Verder stond hij van 1974 tot 1982 aan het hoofd van de Hongaarse delegatie tijdens de derde VN-Zeerechtenconferentie. Sinds 1981 is hij lid van het Permanente Hof van Arbitrage in Den Haag.
Van 1983 tot 1990 was hij directeur en plaatsvervanger van de ondersecretaris-generaal voor ontwapeningszaken bij de Verenigde Naties. Tijdens zijn hele loopbaan vervulde hij er allerlei diplomatieke functies naast en was hij onderhandelaar tijdens een aantal internationale conferenties op het gebied van internationaal recht. Tussen 1992 en 1997 en sinds 2003 was hij daarnaast senior adviseur en van 1997 tot 2000 onderdirecteur voor internationaal recht bij het ministerie.
Van 1999 tot 2002 stond hij aan het hoofd van de Hongaarse delegatie bij de voorbereidende commissie van het Internationale Strafhof. Verder was hij van 2006 tot 2012 als rechter ad litem verbonden aan het Joegoslavië-tribunaal in Den Haag.
- CiNii: DA01349814
- International Standard Name Identifier: 0000 0000 7949 0778
- Nederlandse Thesaurus van Auteursnamen: 328944858
- Réseau des bibliothèques de Suisse occidentale: 02-A003709818
- Virtual International Authority File: 121428280
- WorldCat: E39PBJqk7f4JYM99cF4Pjmg7pP